# Георгиевское (Краснодарский край)
Гео́ргиевское — село в Туапсинском районе Краснодарского края. Административный центр муниципального образования «Георгиевское сельское поселение».

## География
Селение расположено в южной части Туапсинского района, на правом берегу реки Пшенахо (левый приток реки Туапсе). Находится в 22 км к северо-востоку от районного центра Туапсе и в 104 км к югу от города Краснодар. В 3 км к северо-западу от села расположена железнодорожная станция — Кирпичная.
Граничит с землями населённых пунктов: Кирпичное на западе, Кривенковское на севере, Анастасиевка на северо-востоке и Малое Псеушхо на юге.
Населённый пункт расположен на южном склоне Главного Кавказского хребта. Поселение со всех сторон окружён горными грядами со смешанным сосновым и лиственным лесом. Средние высоты на территории села составляют 193 метра над уровнем моря. Абсолютные отметки достигают высот в 550 метров.
Гидрографическая сеть представлена реками Пшенахо и Малое Псеушхо, которые сливаются у южной окраины села. На северной окраине села река Пшенахо впадает в Туапсе. В верховьях рек расположены несколько водопадов и порогов. В горах, в бассейнах рек расположены остатки древних дольменов.
Климат в селе субтропический. Среднегодовая температура воздуха составляет около +12,5°С, со средними температурами июля около +23°С, и средними температурами января около +4°С. Среднегодовое количество осадков составляет около 1100 мм в год. Основная часть осадков выпадает в зимний период. Важную роль также играют холодные воздушные массы дующие из северного склона Главного Кавказского хребта через перевалы.

## История
Станица Георгиевская основана в 1864 году в составе Шапсугского берегового батальона. Станица Георгиевская зарегистрирована в списке населённых пунктов, приказом Кавказской армии от 26 марта 1864 года. На тот момент в станице проживало 50 дворов и 395 душ обоего пола. В 1870 году при расформировании Шапсугского батальона, станица Георгиевская была переименована в село Георгиевское, в составе Вельяминовского отдела Черноморского округа.
С 26 января 1923 года село Георгиевское входило в состав Вельяминовской волости Туапсинского района Черноморского округа Кубано-Черноморской области.
При упразднении Туапсинского района с 21 октября 1935 года село Георгиевское числилось в составе города Туапсе. При восстановлении Туапсинского района с 16 апреля 1940 года село Георгиевское было возвращено в его состав.
Своё название станица Георгиевская получила от бронзовой иконы святого Георгия Победоносца, якобы найденной в ветвях находившегося на месте селения священного дуба адыгов. Впоследствии икона святого Георгия Победоносца хранилась в алтаре Покровской церкви (не сохранилась). Адыги называют станицу адыг. Уакъо.

## Население
| 1999 | 2002  | 2010  |
| ---- | ----- | ----- |
| 1550 | ↗1585 | ↗1606 |

Национальный состав
По данным Всероссийской переписи населения 2010 года:
| Народ    | Численность, чел. | Доля от всего населения, % |
| -------- | ----------------- | -------------------------- |
| русские  | 992               | 61,8 %                     |
| армяне   | 333               | 20,7 %                     |
| адыги    | 145               | 9,1 %                      |
| украинцы | 23                | 1,4 %                      |
| другие   | 113               | 7,0 %                      |
| всего    | 1 606             | 100 %                      |